# Епархия Бауру
Епархия Бауру (лат. Dioecesis Bauruensis) — епархия Римско-Католической церкви с центром в городе Бауру, Бразилия. Епархия Бауру входит в митрополию Ботукату. Кафедральным собором епархии Бауру является церковь Святого Духа.  

## История
11 февраля 1964 года Римский папа Павел VI издал буллу «Christi Gregis», которой учредил епархию Бауру, выделив её из архиепархии Ботукату и епархии Линса.

## Ординарии епархии
- епископ Vicente Angelo José Marchetti Zioni (1964–1968)
- епископ Cândido Rubens Padín OSB (1970–1990)
- епископ Aloysio José Leal Penna SJ (1990–2000)
- епископ Luiz Antônio Guedes (2001–2008)
- епископ Caetano Ferrari OFM (2009 — по настоящее время)

## Источник
- Annuario Pontificio, Ватикан, 2007
- Bolla Christi gregis, AAS 57 (1965), p. 141  (лат.)